# Dimetilformamidă
Dimetilformamida (abreviată DMFA sau DMF, deși acest acronim este mai des folosit pentru dimetilfuran) e un compus organic cu formula (CH3)2NC(O)H. Acest lichid incolor e miscibil în apă și majoritatea lichidelor organice. DMF e un solvent des folosit pentru reacțiile chimice. Precum indică numele său, DMFA este un derivat al formamidei, amida acidului formic.